# Jerne Sogn
Jerne Sogn ist eine Kirchspielsgemeinde (dän.: Sogn) in Esbjerg im südlichen Dänemark. Bis 1970 gehörte sie zur Harde Skast  Herred im damaligen Ribe Amt und war bis 1974 deren Hauptkirchspiel, 1970 kam Jerne zur Esbjerg Kommune im erweiterten Ribe Amt, die im Zuge der  Kommunalreform zum 1. Januar 2007 in der „neuen“  Esbjerg Kommune in der Region Syddanmark aufgegangen ist.
Von den 71.921 Einwohnern von Esbjerg leben 9748 im Kirchspiel (Stand:1. Januar 2023).  Im Kirchspiel liegt die Kirche „Jerne Kirke“.
Im Zuge der wachsenden Ausdehnung von Esbjerg wurden immer wieder neue Kirchspiele von Jerne abgespalten, so im 19. Jahrhundert Vor Frelsers Sogn, später Zions Sogn (1912–14), Treenigheds Sogn (1961), Grundtvigs Sogn (1968) und Kvaglund Sogn (1977).
Heute noch benachbart sind die Innenstadtgemeinden „Grundvig“ im Südwesten, im Westen „Vor Freiser“ (dt.: Unser Heiland) und „Treenighed“ (dt.: Dreieinigkeit) und im Nordosten Kvaglund, sowie die Landgemeinde Skads Sogn im Norden und Tjæreborg Sogn im Osten.